# 스나이퍼: 특수작전부대
《스나이퍼: 특수작전부대》(영어: Sniper: Special Ops)는 2016년에 공개된 미국의 액션 전쟁 드라마 영화이다. 프레드 올렌 레이가 감독, 각본을 맡았다. 스티븐 시걸, 랍 밴 댐, 팀 아벨 등이 출연한다.

## 시놉시스
아프가니스탄 최전방에 파견되어 작전을 수행하던 스나이퍼 제이크는 급작스러운 테러 공격으로 낙오되고 만다. 빅터 상사는 자신의 팀을 엄호하다 낙오된 제이크를 구하기 위해 교전 지역으로 향하려던 차에 대령의 명령으로 다른 임무에 투입되고 만다. 작전 수행 중, 탈레반 리더의 며느리를 구조하게 된 빅터 상사는 이를 이용해 불가능에 가까운 구출 작전을 짜기 시작한다.

## 출연
- 스티븐 시걸 - 제이크 역
- 랍 밴 댐 - 바스케즈 역
- 팀 아벨 - 빅 역
- 샬렌 아모이아 - 자넷 역
- 대니얼 부코 - 리치 역
- 제이슨-쉐인 스콧 - 타일러 역
- 안소니 바타즈 - 배셔 역
- 제럴드 웹 - 마커스 역
- 제프 보슬리 - 닥 역
- 폴 로건 - 찰리 역
- 데일 다이 - 잭슨 역
- 스콧 토머스 레이놀즈 - 제닝스 역
- J. 퍼거슨 - 리드 역
- 짐 풀 - 크리스 역
- 매튜 앤더슨 - 밀러 역
- 존 헨리 리차드슨 - 쿠퍼 역
- 리타 코리 - 제이다 역
- 셰리 나시미 - 압둘 역
- 리델 단지 - 사수 역
- 트레버 스캇 - 위생병 역
- 브래드 몬클로바 - 위생병 역